# Mijačica
Mijačica (szerbül: Мијачица) kihalt szerb falu Bosznia-Hercegovinában, a Bosznia-hercegovinai Föderáció Una-Szanai kantonjában, Ključ községben. 

## Fekvése
Bosznia-Hercegovina nyugati részén, Bihácstól légvonalban 62, közúton 94 km-re délkeletre, Ključtól légvonalban 15, közúton 22 km-re északnyugatra, a Grmeč-hegység területén, a hegység azonos nevű csúcsa alatt, a Szanica forrásvidéke felett fekszik. 

## Népessége
| Nemzetiségi csoport | Népesség 1991 | Népesség 2013 |
| ------------------- | ------------- | ------------- |
| Szerb               | 2             | 0             |
| Bosnyák             | 0             | 0             |
| Horvát              | 0             | 0             |
| Jugoszláv           | 0             | 0             |
| Egyéb               | 0             | 0             |
| Összesen            | 2             | 0             |

## Története
Mijačica eredetileg Sanica egyik településrésze volt. 1878-ig tartozott az Oszmán Birodalomhoz, majd az Osztrák-Magyar Monarchia része lett. A monarchia szétesésével 1918-ben előbb a Szerb-Horvát-Szlovén Királyság, majd 1929-től a Jugoszláv Királyság része. 1941-ben megszállták az usztasa és német csapatok, akik a Grmeč-hegységben partizánellenes hadműveletet folytattak. 1945-től a szocialista Jugoszlávia része volt. Az 1960-as évek közepéig az önálló Sanica községhez tartozott, majd Ključ községhez csatolták. A boszniai háború során 1995-ben csekély lakossága is elmenekült a bosznia-hercegovinai hadsereg csapatai elől. 2013-ra már nem maradt állandó lakossága.